# Ministerium für Bildung des Landes Sachsen-Anhalt

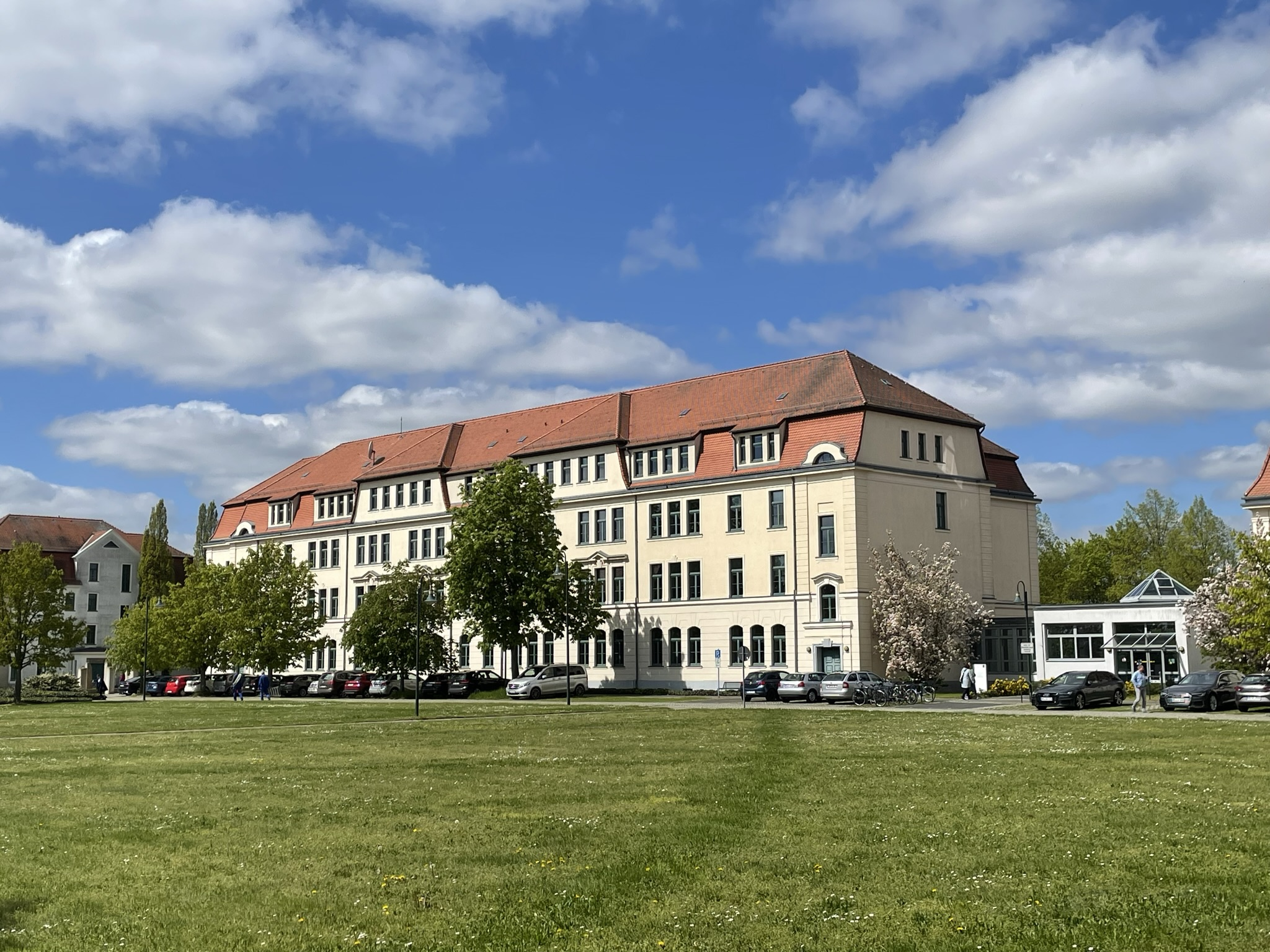
Hauptsitz in Magdeburg

Das Ministerium für Bildung des Landes Sachsen-Anhalt ist ein Landesministerium in Sachsen-Anhalt und ein Teil der Landesregierung von Sachsen-Anhalt. Sitz ist die Turmschanzenstraße 32 im Areal der ehemaligen Angerkaserne in Magdeburg.
Dem Ministerium steht Minister Jan Riedel vor, ihm steht Jürgen Böhm als Staatssekretär zur Seite.
Das Ministerium verleiht u. a. den Denkmalpreis des Landes Sachsen-Anhalt.

## Geschichte
Nach dem Zweiten Weltkrieg bestanden zunächst noch keine Ministerien. In der 1945 gebildeten „Provinzialverwaltung Sachsen“ war für Schulen und Hochschulen ein Vizepräsident zuständig. 1946 wurde dann ein Ministerium für Volksbildung, Kunst und Wissenschaft gegründet, welches ab 1949 Ministerium für Volksbildung hieß und bis zur Auflösung des Landes 1952 bestand.
Mit der Wiedergründung des Landes Sachsen-Anhalt 1990 wurde auch ein Ministerium für Bildung, Wissenschaft und Kultur gegründet. Dieses wurde bereits 1991 in das Ministerium für Wissenschaft und Forschung und in das Ministerium für Schule, Erwachsenenbildung und Kultur aufgeteilt, wobei letzteres noch im gleichen Jahr zum Kultusministerium umbenannt wurde. Die Zuständigkeit für Wissenschaft und Forschung wurde 2011 im schwarz-roten Kabinett Haseloff I vom Kultusministerium abgetrennt und an das Wirtschaftsministerium angegliedert. Mit Ernennung des Kabinetts Haseloff II aus CDU, SPD und Grünen wechselte 2016 die Zuständigkeit für Kulturpolitik zur Staatskanzlei, die seither die Zusatzbezeichnung „Ministerium für Kultur“ trägt. Das Kultusministerium wurde daraufhin in „Ministerium für Bildung“ umbenannt.

## Liste der Bildungsminister
| Name                                                  | Amtsantritt                        | Kabinett               | Partei               |
| Minister für Schulen                                  | Minister für Schulen               | Minister für Schulen   | Minister für Schulen |
| ----------------------------------------------------- | ---------------------------------- | ---------------------- | -------------------- |
| Willy Lohmann                                         | 16. Juli 1945                      | Hübener I              | LDP                  |
| Werner Bruschke                                       | 1. Dezember 1945                   | Hübener I              | SPD                  |
| Minister für Volksbildung, Kunst und Wissenschaft     |                                    |                        |                      |
| Ernst Thape                                           | 3. Dezember 1946                   | Hübener II             | SED                  |
| Ludwig Einicke (kommissarisch)                        | November 1948                      | Hübener II             | SED                  |
| Richard Schallock                                     | März 1949                          | Hübener II             | SED                  |
| Minister für Volksbildung                             |                                    |                        |                      |
| Richard Schallock                                     | 10. Oktober 1949 24. November 1950 | Bruschke I Bruschke II | SED                  |
| Elisabeth Menzel                                      | 28. November 1951                  | Bruschke II            | SED                  |
| Von 1952 bis 1990 existierte kein Land Sachsen-Anhalt |                                    |                        |                      |
| Minister für Bildung, Wissenschaft und Kultur         |                                    |                        |                      |
| Werner Sobetzko                                       | 2. November 1990                   | Gies                   | CDU                  |
| Werner Schreiber (kommissarisch)                      | 4. Juli 1991                       | Münch                  | CDU                  |
| Minister für Schule, Erwachsenenbildung und Kultur    |                                    |                        |                      |
| Werner Sobetzko                                       | 11. Juli 1991                      | Münch                  | CDU                  |
| Minister für Kultus                                   |                                    |                        |                      |
| Werner Sobetzko                                       | 29. Oktober 1991                   | Münch                  | CDU                  |
| Reiner Schomburg                                      | 15. Dezember 1993                  | Bergner                | CDU                  |
| Karl-Heinz Reck                                       | 21. Juli 1994 26. Mai 1998         | Höppner I Höppner II   | SPD                  |
| Gerd Harms                                            | 10. Dezember 1998                  | Höppner II             | Grüne                |
| Jan-Hendrik Olbertz                                   | 16. Mai 2002 24. April 2006        | Böhmer I Böhmer II     | parteilos            |
| Birgitta Wolff                                        | 1. Juni 2010                       | Böhmer II              | CDU                  |
| Stephan Dorgerloh                                     | 19. April 2011                     | Haseloff I             | SPD                  |
| Minister für Bildung                                  |                                    |                        |                      |
| Marco Tullner                                         | 25. April 2016                     | Haseloff II            | CDU                  |
| Eva Feußner                                           | 16. September 2021                 | Haseloff III           | CDU                  |
| Jan Riedel                                            | 29. Juni 2025                      | Haseloff III           | CDU                  |

## Organisation
Das Ministerium ist in folgende drei Abteilungen gegliedert:
- Abteilung 1: Allgemeine und übergreifende Angelegenheiten
- Abteilung 2: Schulaufsicht der allgemein- und berufsbildenden Schulen
- Abteilung 3: Ressourcen, Rahmenbedingungen, Unterstützungssysteme

## Nachgeordnete Behörden
- Landesschulamt Sachsen-Anhalt[3]
- Landesinstitut für Schulqualität und Lehrerbildung Sachsen-Anhalt (LISA)[4]
- Landeszentrale für politische Bildung Sachsen-Anhalt[5]